# TV Tribuna (Vitória)
TV Tribuna é uma emissora de televisão brasileira sediada em Vitória, capital do estado do Espírito Santo. Opera no canal 7 (42 UHF digital) e é afiliada à Band. Seus estúdios localizam-se no Edifício João Santos Júnior, onde funciona toda a holding da Rede Tribuna, no bairro Ilha de Santa Maria, e sua antena de transmissão está no topo do Morro da Fonte Grande.

## História

### SBT (1985-2024)
Assim que foi inaugurada, em 29 de março de 1985, afiliou-se ao SBT. A TV Tribuna foi fundada com um raio de cobertura de 50/60 km. A emissora cobre praticamente todo o Espírito Santo, com um único sinal, levando ao telespectador capixaba uma programação diversificada, mesclando informação e entretenimento.

#### Crise financeira e rescisão do SBT
Em 18 de maio de 2023, aconteceu a reunião entre os executivos da TV Tribuna e o diretor de afiliadas do SBT, Daniel Abravanel, sendo discutida uma não renovação de contrato entre a rede paulista e o canal capixaba, uma vez que o mesmo venceria no dia 1.º de julho. O motivo pelo fim da parceria se tratava um processo de recuperação judicial do Grupo João Santos, o qual ia de contra uma cláusula imposta pelo canal de Sílvio Santos.  No dia 31, foi anunciado ao público o fim da parceria entre o SBT e a Tribuna, com a mudança passando a valer a partir da meia-noite do dia 1.º de julho.
Em 13 de junho de 2023, a 15.ª Vara Cível de Recife do Tribunal de Justiça de Pernambuco determinou a renovação compulsória do contrato de afiliação da TV Tribuna com o SBT até junho de 2028. A decisão foi baseada na dependência financeira da TV Tribuna em relação ao SBT, que é responsável por 57,07% dos custos indiretos da Rede Tribuna. Além disso, durante os 38 anos de parceria com a emissora dos Abravanel, a TV Tribuna nunca deixou de honrar suas obrigações comerciais. A manutenção da parceria como afiliada do SBT não traria prejuízos à família Abravanel e manteria a atividade empresarial da Rede Tribuna e todos os postos de trabalho da mesma. No entanto, em 14 de julho, um mês após a decisão do TJ de Pernambuco, a liminar foi derrubada após o Grupo Silvio Santos recorrer da decisão e declarar o fim da parceria, sendo revertida a favor do Grupo João Santos no dia 21, mantendo a afiliação com o SBT. Quatro meses após da decisão, a Rede SIM, que seria a nova emissora afiliada do canal paulista, entrou com um recurso no Superior Tribunal de Justiça (STJ) para tentar reconhecer judicialmente a nova parceria e avançar o processo entre o SBT e a TV Tribuna, com o pedido negado por não reconhecer conflitos de competência entre as decisões do TJ-SP (onde foi solicitado que o processo seja julgado) e do TJ-PE.
Em 4 de junho de 2024, há exato um ano após a decisão do SBT em não renovar o contrato de afiliação com a TV Tribuna, a emissora paulistana levou ao ar pelo SBT Brasil, principal telejornal da rede e exibido nacionalmente, uma série de denúncias contra o Grupo João Santos, proprietário da TV Tribuna de Vitória e Recife, sob acusação de corrupção e lavagem de dinheiro. Segundo a direção do canal de Silvio Santos, mais reportagens investigativas sobre a empresa deveriam ser levadas ao ar.
Após meses de imbróglio judicial, o SBT e o Grupo João Santos chegaram a um acordo e em 8 de dezembro de 2024, a emissora anunciou que passaria a se afiliar com a Band, a exemplo de sua filial em Recife, liberando o SBT para se afiliar com a Rede SIM, que ocuparia o sinal da TV Capixaba através de um acordo de joint venture com o Grupo Sá Cavalcante, com a mudança passando a valer a partir do dia 1.° de janeiro de 2025. A informação foi confirmada no dia seguinte (9) após uma reunião entre as três partes, assim como foi informado também que a TV Tribuna teria desistido do processo contra o SBT. A emissora cessou as transmissões do SBT na noite de 31 de dezembro de 2024 durante o especial Vira Brasil 2025.

### Band (2025-presente)
Nos primeiros minutos de 2025, a emissora transmitiu ao vivo parte da queima de fogos em Vitória e em Vila Velha sendo anunciada a afiliação com a Band e logo depois começou a transmitir a programação da rede durante o especial Virada na Band. A programação local sofreu mudanças nos horários do Tribuna Notícias, que passam a entrar às 12h na primeira edição e às 18h50 na segunda edição. Também foram promovidas as estreias do Tribuna Manhã as 8h15, do Brasil Urgente ES às 17h30 e as manutenções do Minuto TN nos intervalos da programação e nos sábados e dos programas semanais nos fins de semana.
Entre os dias 1° e 5 de janeiro, a emissora só exibia apenas as duas edições do Tribuna Notícias, Minuto TN e as produções independentes como programação local, estreando de fato a sua nova grade no dia 6 com o Tribuna Manhã e o Brasil Urgente ES, ampliando a programação conforme anunciado. O Brasil Urgente ES já chegou a ser exibido na antiga TV Capixaba (hoje TV SIM).

## Sinal digital
| Canal virtual | Canal digital | Resolução de tela | Programação                                |
| ------------- | ------------- | ----------------- | ------------------------------------------ |
| 7.1           | 42 UHF        | 1080i             | Programação principal da TV Tribuna / Band |

Transição para o sinal digital
Com base no decreto federal de transição das emissoras de TV brasileiras do sinal analógico para o digital, a TV Tribuna, bem como as outras emissoras de Vitória, cessou suas transmissões pelo canal 07 VHF em 25 de outubro de 2017, seguindo o cronograma oficial da ANATEL. A cessação aconteceu às 23h59 durante a exibição do Programa do Ratinho.

## Programas
Além de retransmitir a programação nacional da Band, a TV Tribuna produz e exibe em 2025 vários tipos de programas. Entre outros, os telejornais Tribuna Manhã, Tribuna Notícias 1.ª Edição, Tribuna Notícias 2.ª Edição e Brasil Urgente ES.